# Videskinn
Videskinn (Gloeocystidiellum leucoxanthum) är en svampart som först beskrevs av Giacopo Bresàdola, och fick sitt nu gällande namn av Boidin 1951. Gloeocystidiellum leucoxanthum ingår i släktet Gloeocystidiellum och familjen Stereaceae.   Inga underarter finns listade i Catalogue of Life.
I den svenska databasen Dyntaxa används istället namnet Megalocystidium leucoxanthum för samma taxon.  Arten är reproducerande i Sverige.